# Галька

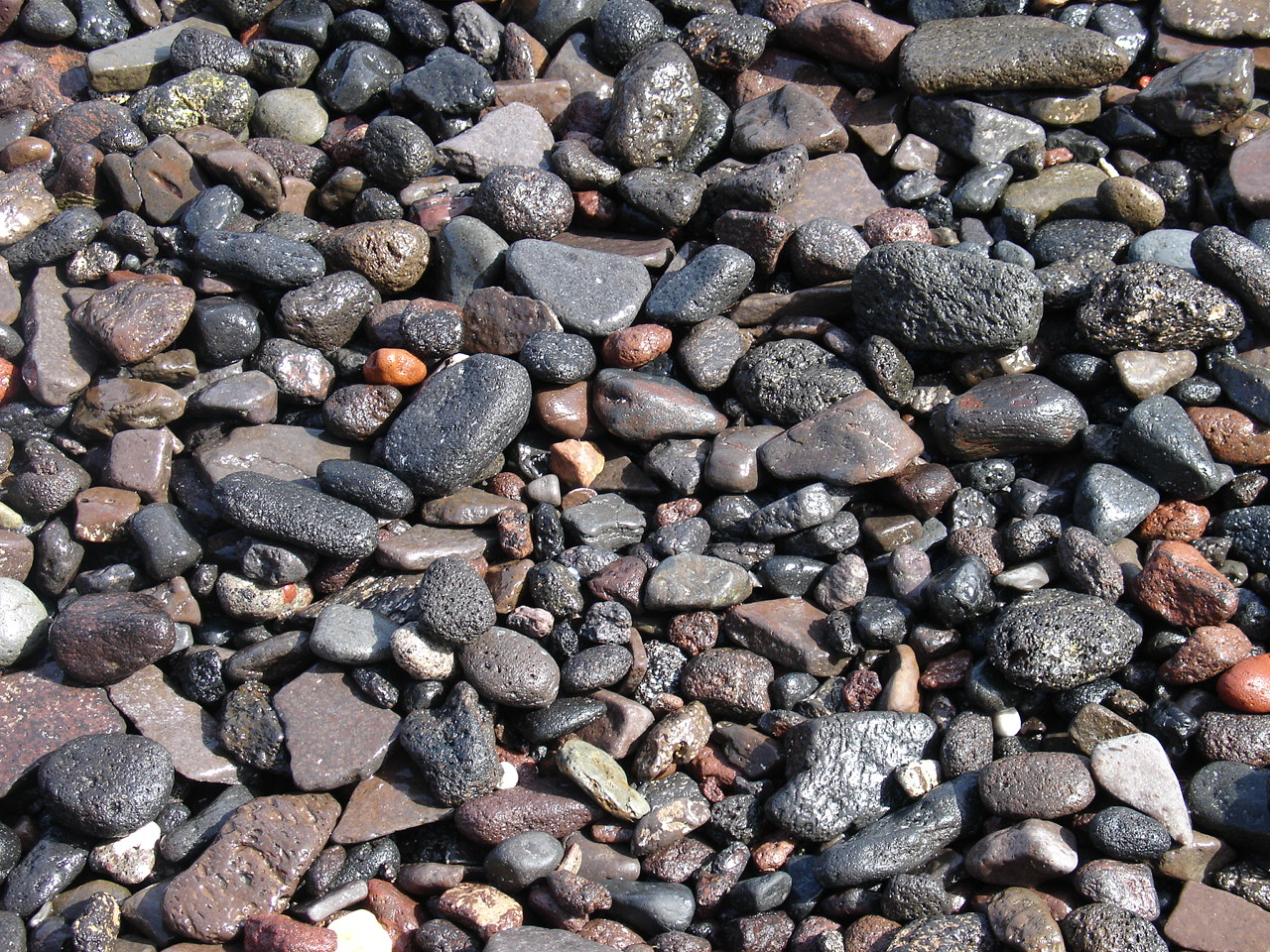
Галька базальтів і андезитів на пляжі острова Тірасія, (Санторіні, Греція)

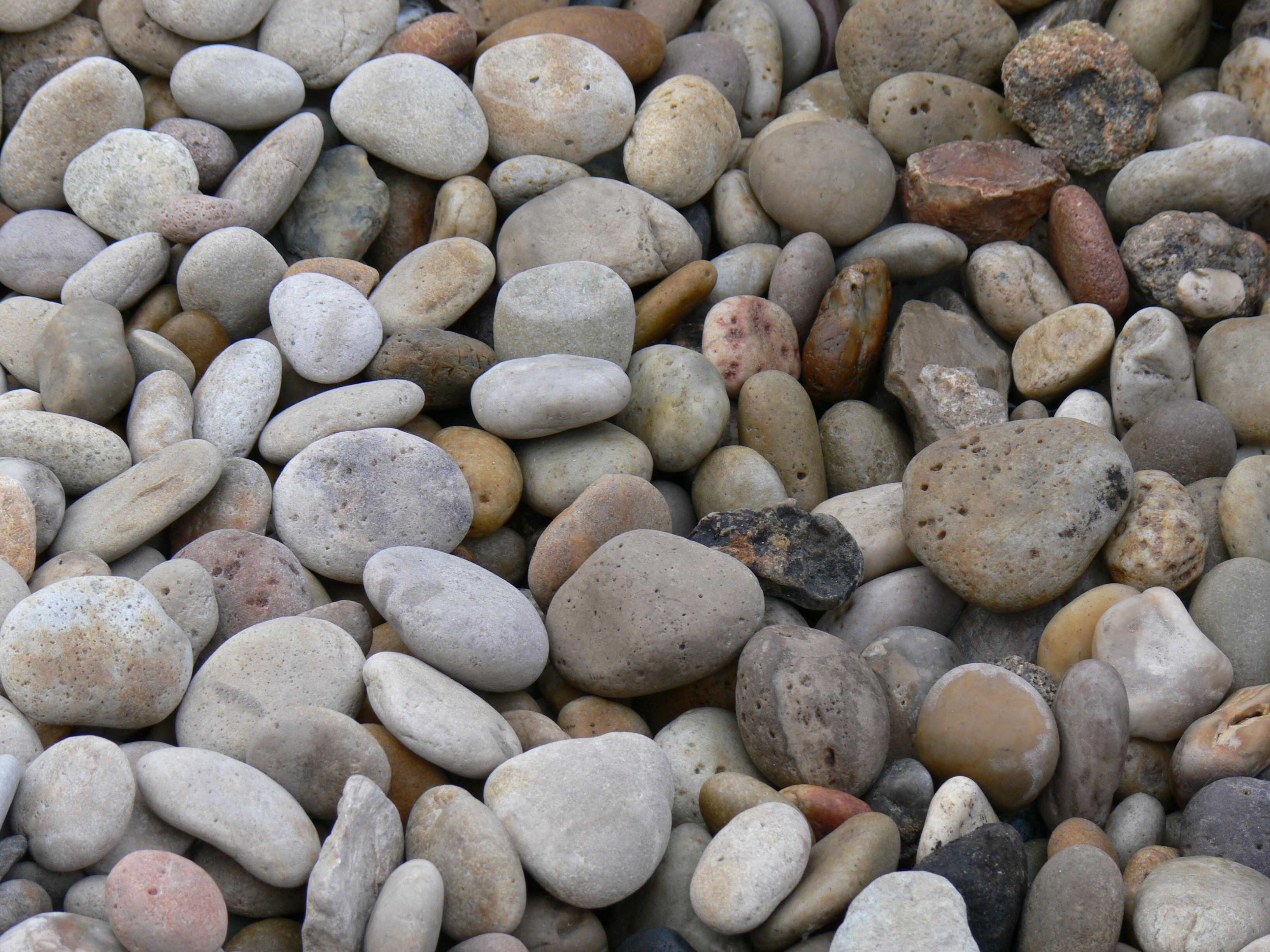
Галька середнього розміру.

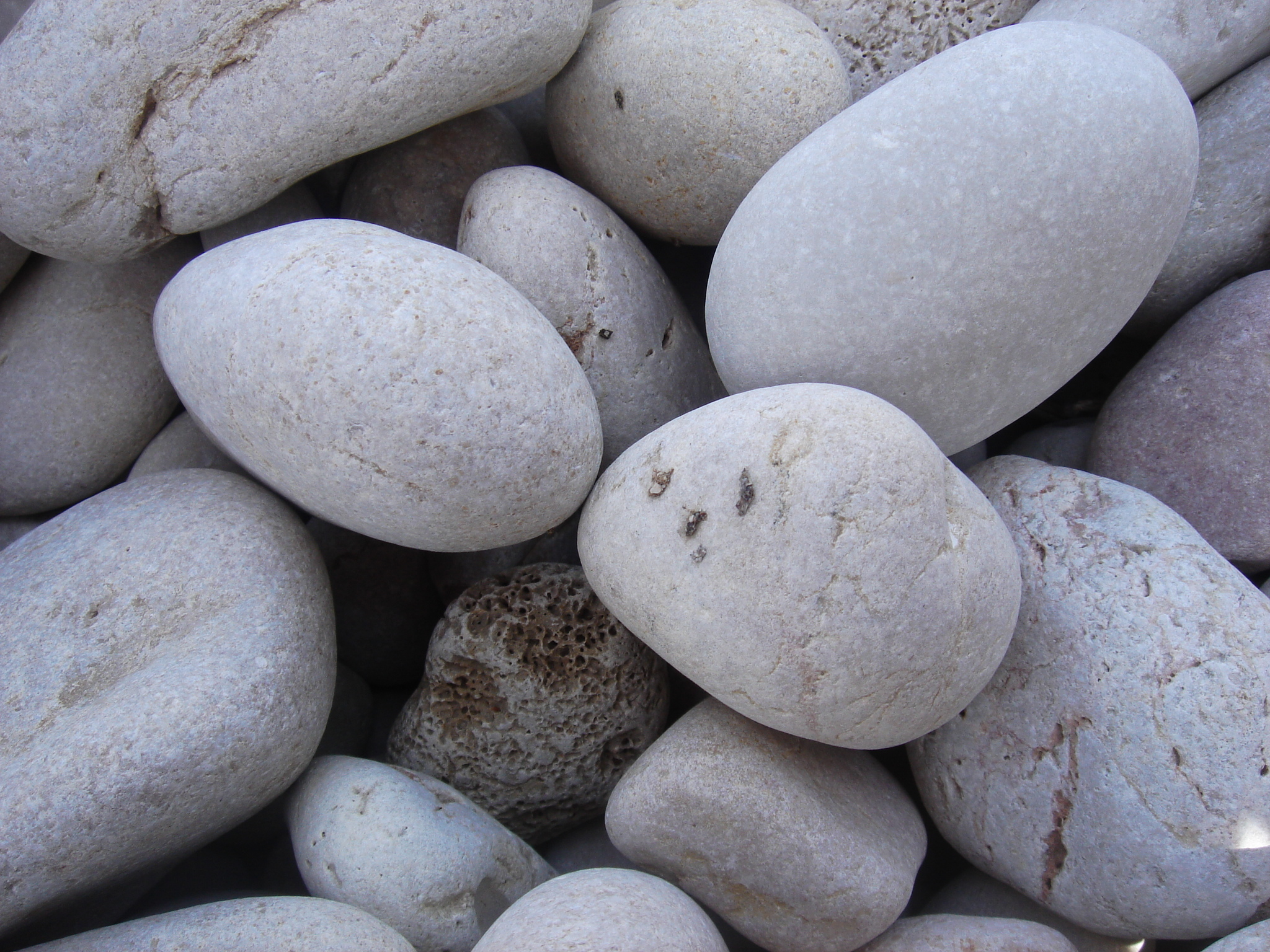
Крупна галька.

Га́лька, також рінь (цим словом можуть називати й гравій) — уламок гірської породи розміром від 10 до 100 мм, більш чи менш обкатаний водою річок або морів.
Гірська порода, складена здебільшого з гальки, називається конгломератом. Знаряддя з гальки (див. Олдувайська культура) — серед найдавніших зроблених людиною артефактів. Датуються вони палеолітом.
Пляж, складений переважно з гальки, називається га́льковим. Такий вид пляжу має укріплювальні властивості щодо хвильової ерозії, а також слугує екологічними нішами для тварин і рослин.

## Загальний опис
Форма гальки (плоска або округла) залежить передусім від структурно-текстурних особливостей породи, ступеня її ізотропності тощо.
Галька шаруватих порід (пісковиків, алевролітів, сланців) зазвичай плоска, тоді як галька вапняків, базальтів, гранітів — яйцеподібна до кулеподібної.
Гірська порода, яка складається переважно з гальки, називається галечник. Чим більш округла форма гальки, тим довшою була абразивна дія водного (льодовикового) потоку.
За генезисом гальку поділяють на такі види:
- руслова галька
- прибережна (пляжна) галька

Галька буває різних кольорів і текстури та може мати смуги, відомі як жили, з кварцу чи інших мінералів. Галька здебільшого рівна, однак залежно від частоти контакту з водою або однієї з одною може мати сліди від інших камінців. Галька вище від рівня припливу може мати на собі лишайники, що означає нестачу контакту з морською водою.

## Використання
Використовується в будівельній промисловості як сировина для заповнення бетону і як облицювальне каміння. Велику гальку також називають лобак, дрібну — ситець[джерело?].

## Цікаво
Галька на пляжах боковими хвилями може переноситися на великі відстані, за деякими даними — на відстань до 900 м за добу.